# Ellenberg (Badenia-Wirtembergia)
Ellenberg – miejscowość i gmina w Niemczech, w kraju związkowym Badenia-Wirtembergia, w rejencji Stuttgart, w regionie Ostwürttemberg, w powiecie Ostalb, wchodzi w skład wspólnoty administracyjnej Ellwangen (Jagst). Leży ok. 20 km na północny wschód od Aalen, przy autostradzie A7.